# در خط مقدم یورک‌تاون

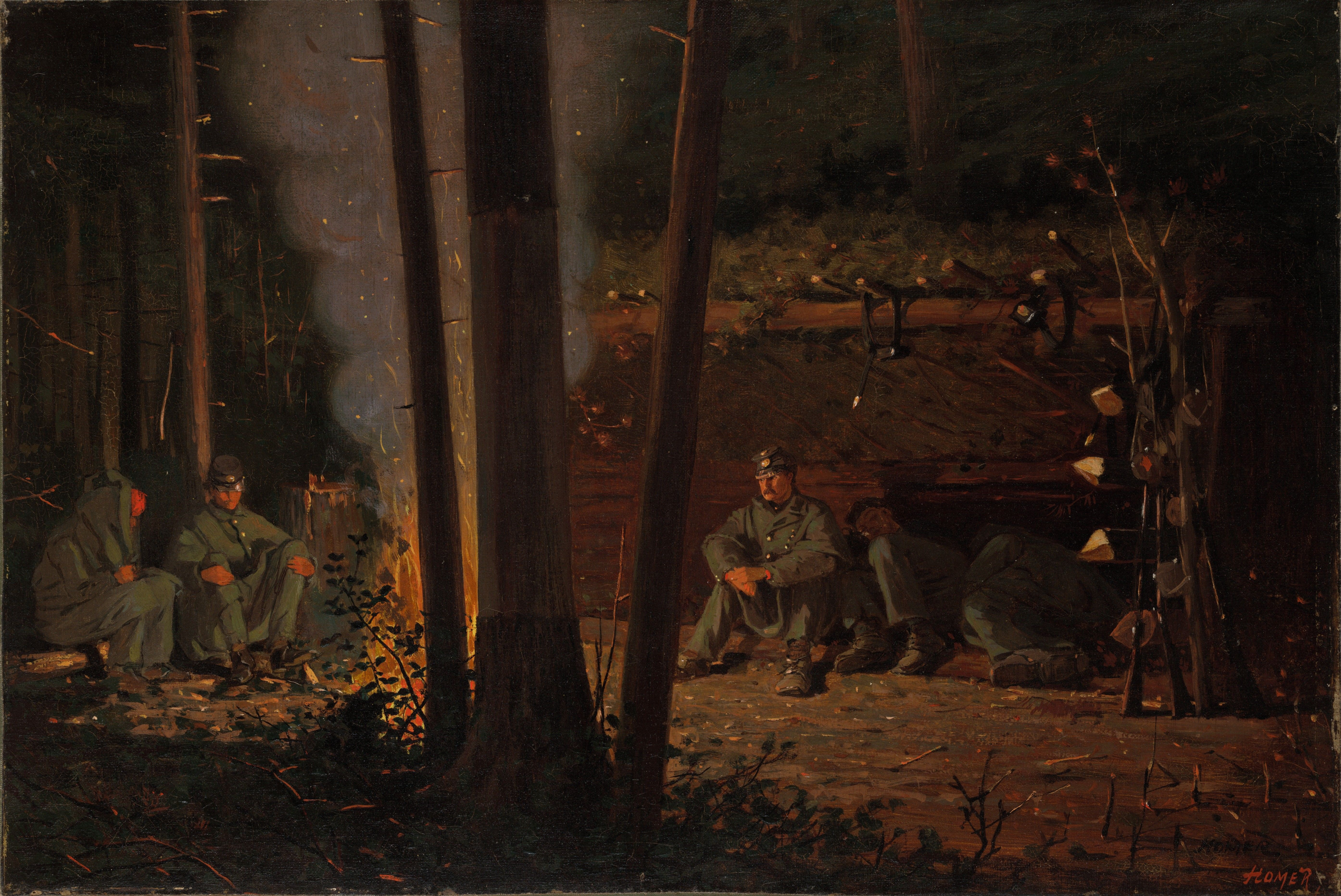
در خط مقدم یورک‌تاون ۱۸۶۲-۱۸۶۳ اثر وینسلو هومر

در خط مقدم یورک‌تاون (انگلیسی: In Front of Yorktown) یک نقاشی رنگ روغن از نقاش منظره‌نگار آمریکایی، وینسلو هومر است که میان سال‌های ۱۸۶۲ تا ۱۸۶۳ طرح گردید. نقاشی موصوف، نشانگر گروهی از سربازان ارتش پوتوماک به فرماندهی ژنرال جورج بی مک‌کللن در هنگام محاصرهٔ شهر یورک‌تاون در طول جنگ‌های داخلی ایالات متحده می‌باشد. این اثر هنری، امروزه در گالری هنر دانشگاه ییل قرار دارد.